# Baells
|  | Per a altres significats, vegeu «Baells (desambiguació)». |

Baells és un municipi de la comarca de la Llitera, a l'Aragó, dins de la província d'Osca.

## Història
L'any 1610, Baells encara conservava el nom de Bays. Va tenir un important palau fortificat, que avui es conserva –parcialment i modificat– al bell mig del centre urbà.

## Geografia
Situat al somontà pirenaic, a tocar del barranc de Requé, afluent de la Noguera Ribagorçana.
Limita amb Benavarri al nord, amb Estopanyà al nord i oest, amb Camporrells a l'oest, amb Castellonroi a l'oest i sud, amb Albelda al sud, amb El Campell a l'est i amb Peralta i Calassanç a l'est.

## Entitats de població
- Getsemaní.[3]
- Natjà, llogaret situat a 748 metres d'altitud.[4]
- Sorita de Llitera.[5]

## Demografia
| 1900 | 1910 | 1930 | 1940 | 1950 | 1960 | 1970 | 1978 | 1991 | 1996 | 2001 | 2004 | 2016 |
| 727  | -    | -    | -    | 483  | -    | -    | 258  | 171  | 160  | 144  | 134  | 105  |

## Monuments

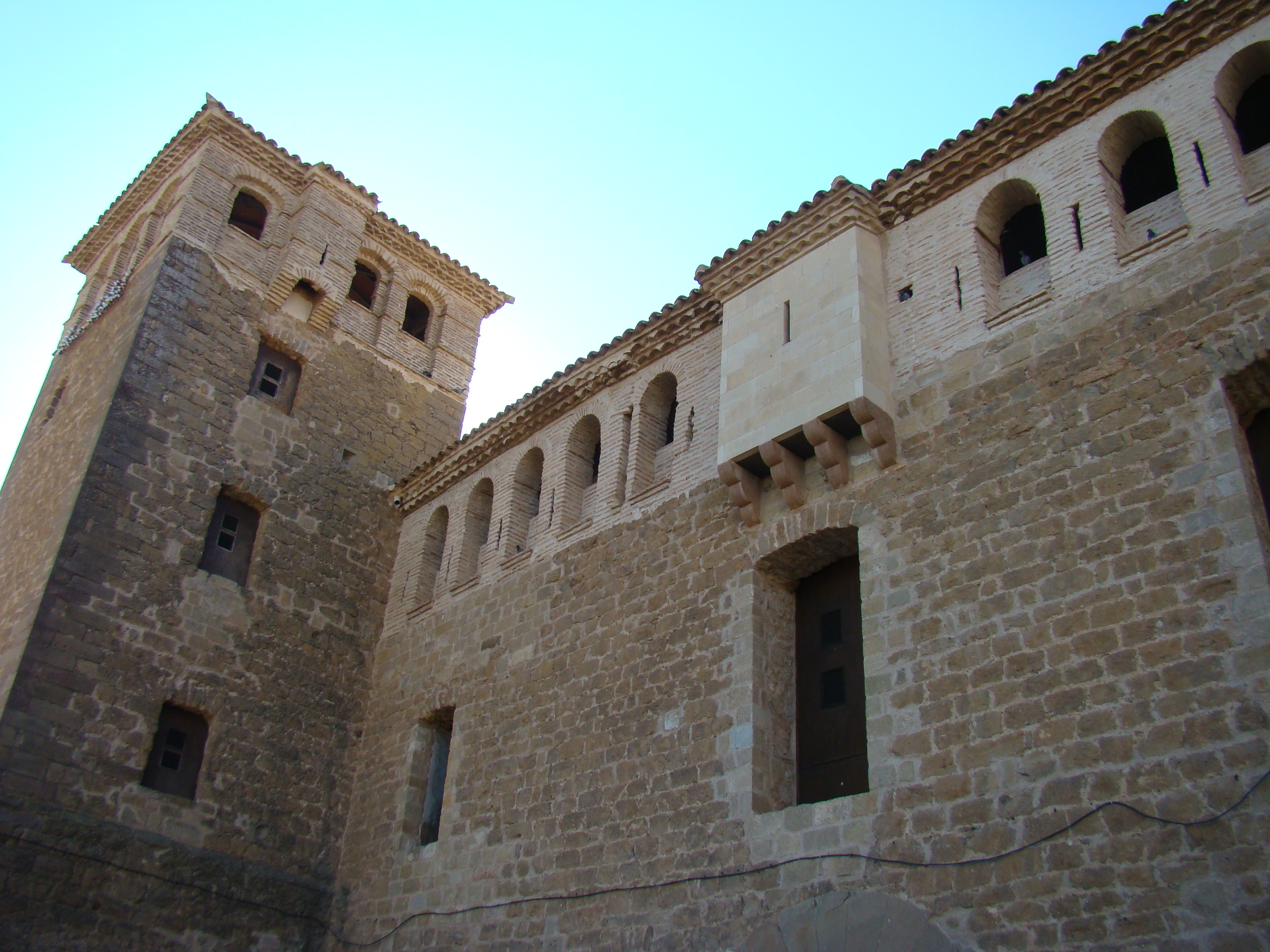
Castell-palau de Baells

### Monuments religiosos
- Església parroquial Nostra Senyora Assumpta, barroca, segle xvii, decoració interior de guixeries i la torre amb tres cossos realitzada en maó.
- Ermita de Sant Toribi de Liébana del segle xviii.
- Església de Sant Nicolau, a Natjà, romànica del segle xii.
- Església parroquial de Sant Pere, a Sorita, barroca, segles xvii i xviii.
- Ermita de Sant Urbà, a Sorita, de maçoneria, segle xviii.
- Monestir de Jesús de l'Hort de Getsemaní, a Sorita, també anomenat Convent o Cinquena de Getsemaní (en ruïnes).

### Monumentos civiles
- Castell-Palau, romànic-gòtic, segles XI-XVI. Declarat Bé d'Interès Cultural el 2006.
- Casa Consistorial, arquitectura civil, segle XVI-XX.

## Personatges il·lustres
- José Ramírez de Arellano, l'escultor més important de l'Aragó del segle xviii i un dels més importants de l'Espanya barroca, hi nasqué i passà els primers anys de vida.

## Festivitats locals
- 16 d'abril
- 15 d'agost